# Косенко Костянтин Андрійович
Косенко Костянтин Андрійович (? — 15.03.1921, Олександрівка, Стильський район, Юзівська округа) — перший голова Юзівської ради робітничих депутатів, заступник міського голови Юзівки (1917—1918).

## Біографія
Народився на території сучасної Білгородської області. В молодості переїхав до Ростова-на-Дону. у Ростові Косенко вступив до лав Російської соціал-демократичної робітничої партії.
В роки Першої світової війни переїхав до Юзівки (нині — Донецьк).
4 березня 1917 року обраний головою Юзівської ради робітничих депутатів. Після муніципальних виборів улітку 1917 року став товаришем (заступником) міського голови Семен Львович Ієйте.
15 березня 1921 року вбитий махновцями загону Якова Москалевського у с. Олександринка, Стильського району.

## Сім'я
Діти:
- Сергій — Міністр будівництва та архітектури УРСР
- Геннадій — заступник голови Сталінської міської ради
- Костянтин — помічник першого секретаря Сталінського обкому КП(б)У
- Микола — начальник Північно-Кавказької залізниці[1].

## Зноски
1. 1 2 3 4 5  Тарас Беспечный, Татьяна Букреева. Первый председатель // Газета по-донецки. — 2009. — 28 марта. (рос.)